# All the Real Girls
All the Real Girls es una película de drama romántico del 2003 escrita y dirigida por David Gordon Green. La película trata sobre el romance entre un joven mujeriego en una pequeña ciudad y la hermana pequeña de su mejor amigo, sexualmente inexperta. La película debutó en el Festival de Cine de Sundace el 19 de enero de 2003. Aunque no tuvo mucho éxito en taquilla, en general fue bien recibida por la crítica y se la nominó a varios premios. Es protagonizada por Paul Schneider, Zooey Deschanel, Shea Whigham  y Patricia Clarkson.

## Sinopsis
Paul es un veintiañero mujeriego que vive en una pequeña ciudad del Sur, donde se gana la vida arreglando coches para su tío. Paul todavía vive con su madre, Elvira, quien trabaja como payaso animando a los niños en el hospital local. Él pasa la mayor parte de su tiempo saliendo con su mejor amigo Tip y sus amigos BO y Bust-Ass. Entre sus amigos, Paul tiene la reputación de mujeriego, ya que no es conocido por estar envuelto en largas relaciones; la mayor parte de los amoríos de Paul solo duran unas semanas y ya se ha acostado con casi todas las chicas de la ciudad. Paul está empezando a alcanzar el punto donde le gustaría llevar una vida diferente y ese sentimiento se hace más claro cuando conoce a Noel, la hermana adolescente de Tip, quien ha vuelto a casa después de asistir a clases en una escuela de internado. Noel es más pensativa y madura que las chicas con las que suele salir. Paul y Noel pronto se enamoran, pero para Paul este es un tipo de relación diferente al que está acostumbrado. Noel aún es virgen y su naturaleza contemplativa hace que desee ser mejor y una persona más fuerte, pero Tip no aprueba esta relación lo cual amenaza con abrir una grieta en esta larga amistad.

## Recibimiento
All the Real Girls tuvo mayormente críticas positivas cuando fue lanzada inicialmente en 2003. La película tiene una valoración del 71% en rottentomatoes.com[1]. la valoración actual en metacritic.com es del 71 de 100.[2]

## Elenco
| Actor             | Papel           |
| ----------------- | --------------- |
| Paul Schneider    | Paul            |
| Zooey Deschanel   | Noel            |
| Shea Whigham      | Tip             |
| Danny McBride     | Bust-Ass        |
| Patricia Clarkson | Elvira          |
| Benjamin Mouton   | Tío Leland      |
| Maurice Compte    | Bo              |
| Heather McComb    | Mary-Margaret   |
| Matthew Chapman   | Hombre en Fondo |